# Вибор (Псковська область)
Вибор (рос. Выбор) — присілок в Новоржевському районі Псковської області Російської Федерації.
Населення становить 501 особу. Входить до складу муніципального утворення Виборська волость.

## Історія
Від 2015 року входить до складу муніципального утворення Виборська волость.

## Населення
| 2001 | 2002 | 2010 |
| ---- | ---- | ---- |
| 750  | ↘652 | ↘501 |